# 賓厄姆縣
賓厄姆縣（英語：Bingham County）是美国爱达荷州東南部的一個縣，面積2,030平方公里。根據2020年美國人口普查，共有人口47,992人（2022年估計為49,923人）。縣治布萊克富特（Blackfoot）。該縣成立於1885年1月13日，縣名來源有二：一說為紀念來自宾夕法尼亚州的聯邦眾議員亨利·哈里森·賓厄姆；另一說指為紀念由縣治到州府博伊西的賽跑勝出的Elisha Bingham。